# Georges Duby
Georges Michel Claude Duby, född 7 oktober 1919 i Paris, död 3 december 1996 i Aix-en-Provence, fransk historiker inom Annales-skolan, professor vid Collège de France i Paris.
Duby är en av Frankrikes främsta historiker som är specialist på medeltiden och har bl.a. skrivit om de tre stånden i det medeltida samhället (inspirerad av Georges Dumézil). 

## Publikationer på svenska
- Söndagen vid Bouvines (1990)
- William Marshal eller Den bästa riddaren i världen (1985)
- Makten och kärleken (1985)
- Krigare och bönder (1981)